# Juego libre

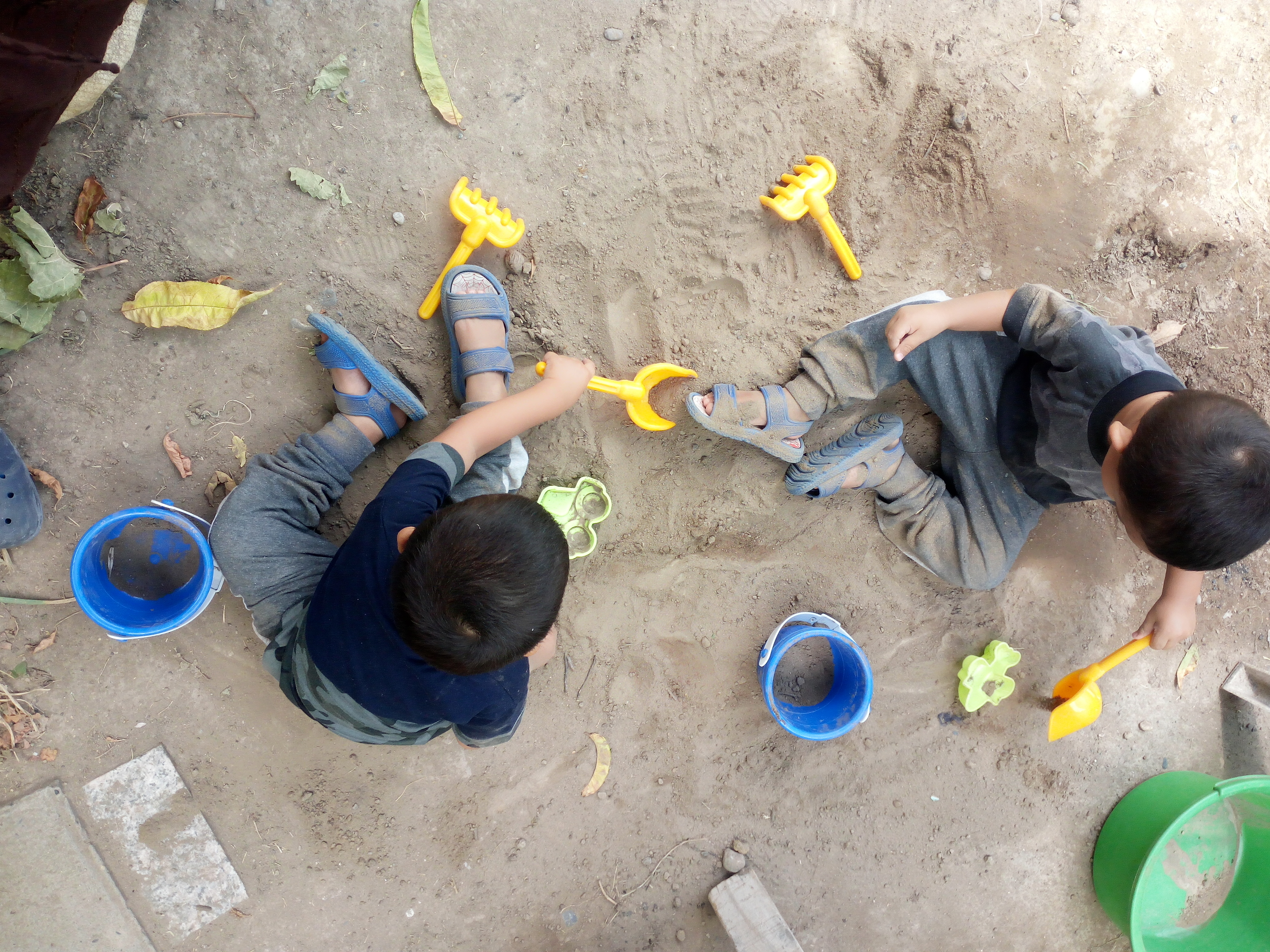
JUEGO.jpg

El juego libre se puede contemplar como contrapunto al juego estructurado o juego dirigido. En el primero es el niño el que decide cómo, qué y con quién quiere jugar, establece las reglas, elige los materiales y decide el final del juego. En el segundo caso el niño debe someterse a unas normas establecidas, y es el adulto el que decide la duración, la ubicación, la estructura del grupo etc.

## Contextos del juego libre
El juego libre se puede dar en diversos contextos:
- La calle. También se les llama juegos de calle, cuando los niños juegan sin la mirada adulta en la calle, generalmente en grupos o parejas. Las reglas de juego se establecen en el grupo y el individuo decide si juega y cuanto tiempo.

- Contextos no formales. En plazas de juego, fiestas familiares, en casa, etc., los niños están muy cerca de los adultos y cuentan con la intervención de éstos, pero mayoritariamente son los propios niños los que deciden su juego, con quién y cómo.

- Como método en espacios educativos. Dentro de un espacio estructurado y especialmente preparado para los niños, con materiales seleccionados y dispuestos de una forma organizada, los niños seleccionan en qué rincones quieren jugar, con quién y cuanto tiempo. Este método se utiliza en escuelas inspiradas en teorías como la de María Montessori, Paolo Freire, A.S. Neill, Mauricio y Rebecca Wild, Pedagogía Waldorf, y otros.

## Dificultades en la actualidad para el juego libre
En la actual sociedad no resulta fácil que un niño pueda jugar libremente. Para que se de un juego libre, ha de disponer de espacio, materiales y tiempo. En su mayoría, las ciudades no disponen de mucho espacio donde correr y esconderse, y a su vez los niños muy a menudo carecen de tiempo. Un aspecto importante del juego libre es la expansión que implica para el niño, tanto a nivel personal como a nivel social. La propia acción conlleva una serie de actitudes y valores que prácticamente solo se pueden adquirir en esta actividad. Sin embargo, no está contemplada por la sociedad actual como algo valioso y, a menudo, es considerado por padres y educadores como una pérdida de tiempo.

## Papel del adulto
Durante el juego libre, dependiendo del espacio donde se desarrolla, el adulto puede adoptar dos posturas: una, la de mantenerse al margen y dejar al niño actuar con total libertad; sin intervención ni control. Esto le aporta la libertad de conocer sus propios límites y proporciona experiencias que difícilmente podría obtener bajo la mirada adulta. La otra postura es la del observador, pudiendo detectar dinámicas de grupo, procesos evolutivos, problemáticas, necesidades etc.

## El juego como impulso primario
Más que un método, el juego es en sí mismo un impulso. Hay muchas teorías sobre el juego que hablan de él como una actividad intrínseca del ser humano, al igual que del reino animal, mediante la que aprende conductas grupales, destrezas, valores y conocimientos. El juego se debe valorar como un bien cultural que no se limita a ninguna franja de edad, sino que acompaña a los humanos desde que nacen durante toda la vida. En el juego espontáneo surgen procesos internos que ayudan a integrar vivencias, miedos, frustraciones y expresar deseos e inquietudes, además de ser un vehículo para la comprensión del entorno. Aporta aprendizajes cognitivos (cómo funcionan las cosas) y fomenta la creatividad, tan importante para desarrollar la capacidad de resolución de conflictos. Por último, el aspecto lúdico y placentero implícito en el juego autónomo y espontáneo es el motor para una motivación intrínseca, para seguir investigando y aprendiendo de forma significativa.